# 國家地理學會
國家地理學會（英語：National Geographic Society）是美國一個非營利科學及教育組織，創立於1888年1月27日。其成立可回溯至同年1月13日，由33位初期創會會員決議創設目的在於「增進及普及地理知識」，在經過約兩週的討論後正式確定該學會的組織章程與營運計畫，並開始運作。現為世界同類型組織中最大者之一。

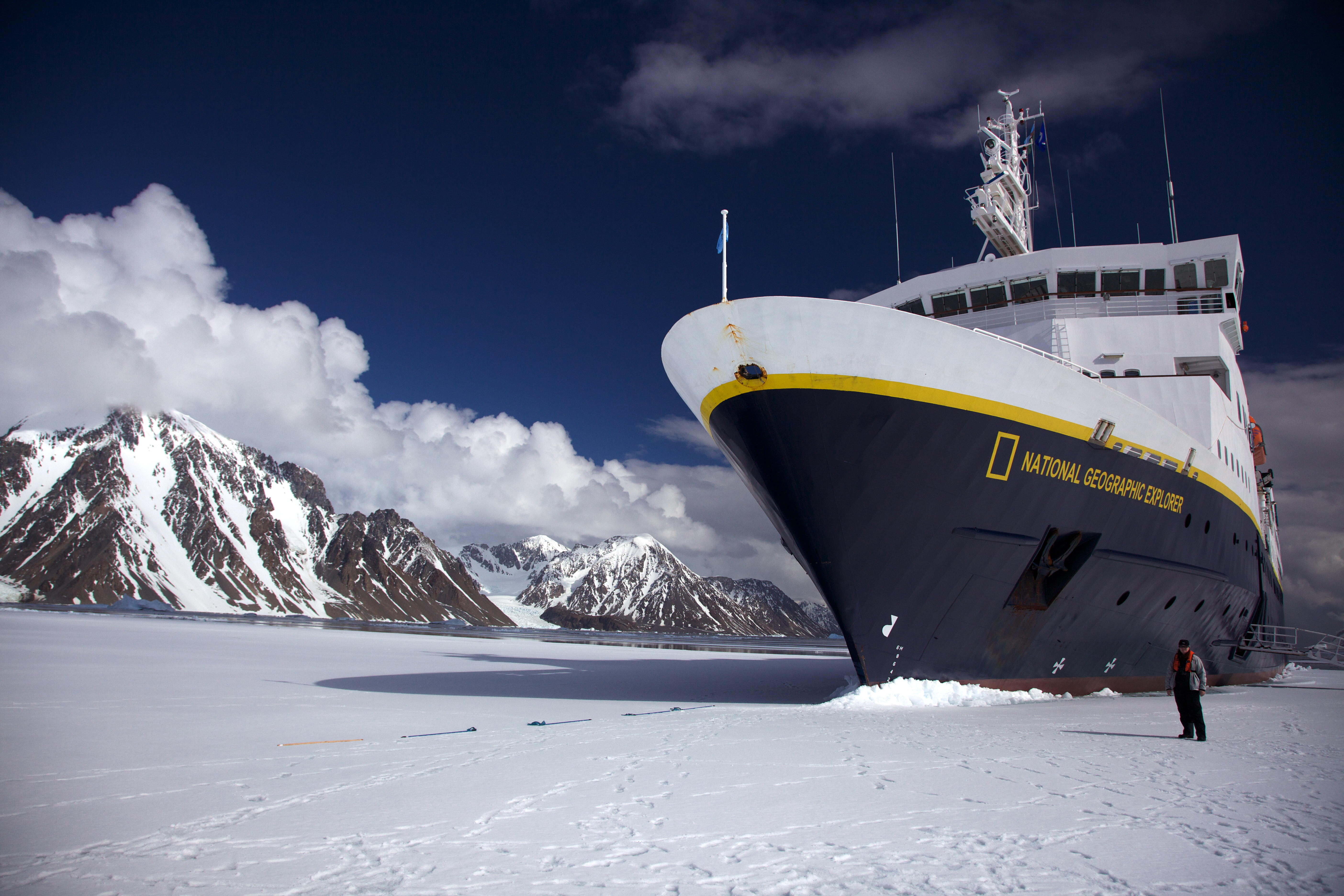
國家地理學會在南極洲海岸的探險船

該學會最為人所熟知的國家地理雜誌與國家地理頻道在2015年11月被劃分到新成立的營利組織「國家地理合股公司」（National Geographic Partners）旗下，該集團的最大股東是迪士尼公司。

## 出版活動
在1888年的10月，也就是創會9個月後，該學會出版了第一期《國家地理雜誌》月刊（原名National Geographic Magazine，之後簡化為National Geographic），是與地理知識相關的雜誌產品之先驅，到今日已經發展成擁有諸多語版的國際性出版品。在經幾次改版後，國家地理雜誌的封面開始採用黃色外框的設計，從此「黃色方框」遂成為國家地理雜誌與相關出版品的企業識別標誌。
除了出版雜誌推廣地理知識與資訊外，國家地理學會向來都非常熱衷贊助一些國際性的地理探索或調查活動。近年來，為了進一步拓展傳播資訊的廣告，開始從平面的書籍進入多媒體領域，開始製作地理知識相關的影片，與擁有專屬的有線電視頻道「國家地理頻道」。
國家地理學會每年都會舉辦針對四年級到八年級學童（相當於10歲至14歲）的全國性地理知識競賽，稱為「國家地理小蜜蜂」（National Geographic Bee），在該競賽中全國（美國）等級的冠軍可以得到50,000美元獎學金。1993年起開始每兩年舉辦一次、原稱國際地理奧林匹亞（International Geographic Olympiad）競賽的國際級地理知識競賽在2002年時改名為國家地理知識世界競賽（National Geographic World Championship），是世界上類似競賽中水準與規模最高的一個。

### 其他出版物
該學會還經營一個名為“國家地理新聞”的在線每日新聞媒體。

## 外部連結
- 维基共享资源上的相關多媒體資源：國家地理學會
- 官方网站
- nationalgeographic.com （页面存档备份，存于）: the consumer-facing website operated by National Geographic Partners
- 互联网档案馆中國家地理學會的作品或与之相关的作品
- 來自國家地理學會的LibriVox公共領域有聲讀物